# Гіброн (Коннектикут)
Гіброн (англ. Hebron) — місто (англ. town) в США, в окрузі Толленд штату Коннектикут. Населення — 9098 осіб (2020).

## Демографія
Згідно з переписом 2010 року, у місті мешкало 9686 осіб у 3398 домогосподарствах у складі 2760 родин. Було 3567 помешкань
Расовий склад населення:
| - 96,7 % — білих - 1,0 % — азіатів - 0,5 % — чорних або афроамериканців - 0,2 % — корінних американців |

До двох чи більше рас належало 1,3 %. Частка іспаномовних становила 2,3 % від усіх жителів.
За віковим діапазоном населення розподілялося таким чином: 27,9 % — особи молодші 18 років, 62,5 % — особи у віці 18—64 років, 9,6 % — особи у віці 65 років та старші. Медіана віку мешканця становила 41,8 року. На 100 осіб жіночої статі у місті припадало 99,6 чоловіків;  на 100 жінок у віці від 18 років та старших — 95,4 чоловіків також старших 18 років.
Середній дохід на одне домашнє господарство  становив 126 458 доларів США (медіана — 104 519), а середній дохід на одну сім'ю — 134 713 долари (медіана — 120 250). Медіана доходів становила 78 028 доларів для чоловіків та 61 025 доларів для жінок. За межею бідності перебувало 2,1 % осіб, у тому числі 0,7 % дітей у віці до 18 років та 0,9 % осіб у віці 65 років та старших.
Цивільне працевлаштоване населення становило 5094 особи. Основні галузі зайнятості: освіта, охорона здоров'я та соціальна допомога — 25,5 %, виробництво — 13,4 %, фінанси, страхування та нерухомість — 12,1 %, науковці, спеціалісти, менеджери — 12,0 %.

## Уродженці
- Том Мак-Артур (* 1960) — американський політик-республіканець.